# Diamond Automobile Company (Delaware)
Die Diamond Automobile Company ist einer von mehreren US-amerikanischen Automobilherstellern, die Fahrzeuge unter dem Markennamen Diamond herausbrachten oder herausbringen wollten.

## Beschreibung
Im Fall der Diamond Automobile Company in Wilmington (Delaware) blieb es bei zwei Prototypen mit Benzinmotor, einem Motordreirad und einem Runabout. Zweck war die Vermarktung eines von John H. Parsons entwickelten Getriebes. Die Firma wurde 1902 von James Baily, C. B. Harris (beide aus Wilmington), Charles Burton aus Philadelphia (Pennsylvania), W. F. Pierce aus St. Paul (Minnesota) und Martin Mainogue aus Springfield (Ohio) gegründet.
Bereits im November 1902 wurde die Firma auf Betreiben ihres Vermieters geschlossen.
Ein Bezug zur Cycle Car Company, die von 1914 bis 1915 ebenfalls in Wilmington ein Cyclecar namens Diamond herstellte, ist nicht bekannt.